# INPOL-neu
INPOL-neu ist das bundesländerübergreifende personenbezogene Informationssystem (vernetzte Datenbank) der deutschen Polizeien und wird beim deutschen Bundeskriminalamt (BKA) betrieben. Es löste 2003 das veraltete System INPOL ab. INPOL-neu ist ebenso ein Verbundsystem und besteht aus den beiden Bereichen INPOL-zentral beim Bundeskriminalamt und das bei der jeweiligen Landespolizei betriebene System INPOL-Land (in vielen Bundesländern auch als POLAS oder POLIS bezeichnet). 

## Entwicklungsgeschichte
Bereits Ende der 1980er Jahre wurden die technischen Grenzen der 1972 bundeseinheitlich eingeführten Polizeidatenbank INPOL erreicht. Im Jahr 1992 wurde die Neukonzeption beschlossen. Im Mai 1995 wurde das technische Grobkonzept für das Nachfolgesystem vorgelegt. Seit 1996 arbeitete beim BKA eine 130 Personen starke Gruppe an dem Projekt. Die Programmierung begann 1998.
Die Grob- und Detailkonzept von INPOL-neu wurde 1996 bis 1999 von der Unternehmensberatung Mummert Consulting (2005 in die französischen Steria-Gruppe integriert) durchgeführt. Die Umsetzung wurde zunächst (bis mindestens 2001) vom Systemhaus debis federführend, später von der Telekom-Tochter T-Systems, weiterentwickelt. Bereits bei einem ersten Probelauf im April 2001 brach das ursprünglich vom Bundeskriminalamt federführend entwickelte System INPOL-neu nach wenigen Minuten zusammen und stürzte ab.
Ein vernichtendes Gutachten des international tätigen Beratungsunternehmens KPMG stellte fest, dass das System zu unausgereift und zu komplex war. Es wurde mittels Verringerung der Funktionalität eine Reduzierung der Komplexität vorgeschlagen. Im Oktober 2001 drohte zwischenzeitlich das komplette Kippen des Projekts. Daraufhin wurde beim BKA eine neue Version entworfen, die auf dem von Hessen und Hamburg entwickelten und betriebenen Computersystem POLAS basiert. Dies geschah unter Harald Lemke, dem damaligen IT-Direktor des BKA, der bereits bei der Hamburger Polizei das Projekt POLAS noch erfolgreich wenden konnte.
Das bundesweit einheitliche Informationssystem INPOL-neu ging erst 2003 mit zweijähriger Verspätung an den Start. Damit hat es endgültig das aus dem Jahr 1972 stammende System INPOL-aktuell abgelöst.
Die neue Anwendung ist erstmals grafikfähig und kann so Bilddateien von Personen wiedergeben. Seit 2006 ist die Anwendung INPOL-neu 5.0 in Betrieb, entwickelt und betrieben wird die Software vom Bundeskriminalamt.

## Kosten
Die mangelhafte Abstimmung zwischen Bund und Ländern kostete den Steuerzahler laut Presseberichten rund 50 Millionen Euro. Der Bundesrechnungshof hat die Kosten für INPOL-neu auf etwa 60 Millionen Euro beziffert.
Das Magazin Focus berichtete 2001 (unter Berufung auf BKA-Insider), dass mindestens 140 Millionen DM zu den vorgesehenen Kosten von 100 Millionen Mark hinzugekommen seien.

## Inhalte, Aufbau und Aufgaben
Alle wichtigen Meldungen über Straftaten und Straftäter, die nicht nur lokalen oder regionalen Charakter haben, werden in INPOL-neu gespeichert. 
Beispielsweise dürfen die beteiligten Behörden polizeilich relevante Angaben über Straftäter, Beschuldigte, Verdächtige, potenzielle Straftäter, aber auch von Kontakt- und Begleitpersonen, Zeugen, Hinweisgebern, Opfern und vermissten Personen speichern.
Über INPOL-neu werden zwei Datenbanken zur Verfügung gestellt: Eine für kriminalpolizeiliche Recherchen sowie eine Datei für Standardanfragen. Neben der Bewältigung polizeilicher Anwendungen sollen auch Querbezüge zwischen mehreren Tatverdächtigen, Tatorten und Tatwaffen möglich sein.
INPOL-neu soll auch automatisiert Beziehungsgeflechte zwischen gesuchten Personen, Gegenständen und offenen Fällen herstellen können.
Das System ermöglicht Anfragen, beispielsweise für eine Funkstreife vor Ort oder bei einer Grenzkontrolle an einem deutschen Flughafen zu folgenden Fragestellungen:
- Wer wird gesucht?
- Wonach wird gefahndet?
- Besteht ein Haftbefehl?
- Fahnden ausländische Behörden?
- Liegt der Verdacht der Zugehörigkeit zu einer kriminellen Organisation vor?
- Ist ein Gegenstand gestohlen?

Zu den Aufgaben und Funktionen von INPOL-neu gehören:
- Fahndungssystem
- Informations- und Recherchesystem

## Zugriffe, Datenaustausch und Datenübermittlung
Der Zugriff auf INPOL-neu erfolgt entweder über die spezifische Zugangssoftware AGIL (genauer: über die in der Arbeitsgruppe INPOL-Land abgestimmte Software), unmittelbar über das Vorgangsbearbeitungssystem eines Bundeslandes odes des Bundes, über das Intranet oder über die INPOL-App auf dem dienstlichen Smartphone.
Angeschlossen an INPOL-neu sind (§ 29 Abs. 3 BKAG):
- das Bundeskriminalamt (BKA),
- die Landespolizeien mit ihren Polizeidienststellen,
- die Bundespolizei (früher der Bundesgrenzschutz),
- die Bundeszollverwaltung mit den Hauptzollämtern, Zollfahndungsämter und Zollkriminalamt,
- die Polizei beim Deutschen Bundestag und
- die Steuerfahndung

Die Mitarbeiter dieser Behörden haben unterschiedliche Zugriffe auf INPOL-neu. Der unterschiedliche Zugang zu der Datenbank soll über hierarchische Zugangsberechtigungen geregelt sein, sodass nicht jeder Nutzer jede Information erhalten kann.
Der weitaus größte Teil der insgesamt in INPOL-neu verarbeiteten Daten stammt aus der Anbindung der bei den Länderpolizeien betriebenen Datenbanken.
Über INPOL-neu existiert der Zugriff auf nationale und internationale Datenbestände:
- Schengener Informationssystem (SIS), (§ 33b BKAG)
- Europol Information System (EIS) bei Europol
- Stolen and Lost Travel Documents Database bei Interpol

Zudem besteht unter anderem die Möglichkeit für unmittelbaren Zugriff auf polizeiexterne Datenquellen:
- Zentrales Verkehrsinformationssystem beim Kraftfahrt-Bundesamt in Flensburg
- Ausländerzentralregister beim Bundesverwaltungsamt in Köln

## Daten und Fakten
Von 270.000 Arbeitsplätzen in ganz Deutschland aus können Polizisten auf INPOL-neu zugreifen. Im Idealfall sollte jeder polizeiliche Arbeitsplatz angeschlossen sein.
Die INPOL-Personenfahndungsdatei beinhaltete zum 1. Oktober 2015 u. a. folgende Bestände:
- 263.796 Ausschreibungen zur Festnahme und
- 178.200 Ausschreibungen zur Aufenthaltsermittlung

In der INPOL-Sachfahndungsdatei sind etwa 16 Mio. Gegenstände erfasst, die wegen eines möglichen Zusammenhangs mit Straftaten gesucht werden. In dem Sachfahndungsbestand enthalten sind etwa:
- 1.173.336 Fahrräder
- 325.104 Schusswaffen
- 400.610 Fahrzeuge (inkl. Pkw)

Wie bei INPOL-alt befinden sich unter anderem Alias-Personalien und Kriminalaktennachweise im Datenbestand.

## Rechtsgrundlage

### BKA-Gesetz
Das Bundeskriminalamt betreibt INPOL-neu in seiner Rolle als Zentralstelle für den elektronischen Datenverbund zwischen Bund und Ländern. Die Verbunddatei wird im § 29 BKA-Gesetz geregelt.

### Datenschutzrechtliche Aspekte
Bei INPOL-neu werden alle Daten in einem gemeinsamen Daten-Pool gespeichert und Länder- und Bundesdateien sind nicht mehr so eindeutig voneinander getrennt wie in INPOL. Da die einmal eingegebenen Daten rechtlich im Besitz der Länder bleiben müssen, ist die geplante zentrale Speicherung im Auftrag der Länder beim BKA datenschutzrechtlich zumindest umstritten.
Die Polizeigesetze (Landesebene) sehen vor, dass Landesdaten nur in den Ländern genutzt werden sollen. Vor allem aus datenschutzrechtlichen Gründen mahnen Datenschützer daher seit 1999 angesichts eines nun zentralen Datenbestandes beim BKA an, abgestufte Nutzerberechtigungen sowie Pseudonymisierungsfunktionen zu beachten. Inwieweit dies umgesetzt worden ist, ist offiziell nicht verlässlich bekannt oder geprüft.
Ohne Rechtsgrundlage stellte das BKA 2019 fünf Millionen Gesichtsbilder aus INPOL-zentral dem Fraunhofer-Institut für Graphische Datenverarbeitung für einen Software-Test zur Verfügung. Dies wurde erst 2024 nach Recherchen des Chaos Computer Clubs bekannt.